# Miguel Ángel Rubio Lestán
Miguel Ángel Rubio Lestán (Leganés, España, 11 de marzo de 1998), más conocido como Miguel Rubio, es un futbolista español que juega como defensa en el R. C. D. Espanyol de la Primera División de España.

## Trayectoria
Su carrera como futbolista empezó en el Getafe C. F. y en 2017 formó parte de su equipo filial de Tercera División.
El 6 de mayo de 2018 hizo su debut en Primera División con el Getafe C. F. a las órdenes de José Bordalás en el Estadio Insular frente a la U. D. Las Palmas.
En la temporada 2018-19, siendo el capitán del filial del Getafe, logró el ascenso a Segunda División B, marcando el gol del ascenso frente al C. D. Lealtad.
En junio de 2019 renovó por cuatro temporadas e hizo la pretemporada con el primer equipo. En agosto fue cedido al C. F. Fuenlabrada para jugar en Segunda División durante la temporada 2019-20. Tras jugar solo un partido de Copa del Rey, el 31 de enero de 2020 se puso fin a su cesión. El 14 de febrero se anunció su cesión al Real Valladolid C. F. Promesas hasta fin de temporada. A pesar de estar el mercado cerrado, la RFEF aceptó la operación debido a los problemas que habían surgido en la cancelación del anterior préstamo. El 18 de agosto se extendió la cesión una temporada más, además el equipo blanquivioleta tendría una opción de compra.
El 20 de agosto de 2021 firmó por el Burgos C. F., recién ascendido a la Segunda División, en calidad de cedido por una temporada. En esta participó en 30 partidos en los que anotó tres goles.
Tras estas cesiones, el Getafe C. F. acordó a finales de julio de 2022 su marcha al Granada C. F. para jugar con ellos los siguientes tres años. En el primero de ellos ayudó a conseguir el ascenso a la Primera División siendo campeones de liga. En esta categoría marcó el 26 de agosto de 2023 en una victoria contra el R. C. D. Mallorca.
El 11 de junio de 2025, una vez expiraba su contrato con la entidad nazarí, fichó por el R. C. D. Espanyol para tres temporadas.
Más allá del fútbol, Miguel Rubio es ingeniero aeroespacial.

## Estadísticas

### Clubes
Actualizado al último partido disputado el 12 de mayo de 2025.
| Club                                    | Div.          | Temporada     | Liga  | Liga  | Copas nacionales | Copas nacionales | Copas internacionales | Copas internacionales | Total | Total |
| Club                                    | Div.          | Temporada     | Part. | Goles | Part.            | Goles            | Part.                 | Goles                 | Part. | Goles |
| --------------------------------------- | ------------- | ------------- | ----- | ----- | ---------------- | ---------------- | --------------------- | --------------------- | ----- | ----- |
| Getafe C. F. "B" · España               | 3.ª           | 2017-18       | 38    | 3     | ―                | ―                | ―                     | ―                     | 38    | 3     |
| Getafe C. F. "B" · España               | 3.ª           | 2018-19       | 34    | 6     | ―                | ―                | ―                     | ―                     | 34    | 6     |
| Getafe C. F. "B" · España               | Total club    | Total club    | 72    | 9     | 0                | 0                | 0                     | 0                     | 72    | 9     |
| Getafe C. F. · España                   | 1.ª           | 2017-18       | 1     | 0     | 0                | 0                | ―                     | ―                     | 1     | 0     |
| Getafe C. F. · España                   | Total club    | Total club    | 1     | 0     | 0                | 0                | 0                     | 0                     | 1     | 0     |
| C. F. Fuenlabrada · España              | 2.ª           | 2019-20       | 0     | 0     | 1                | 0                | ―                     | ―                     | 1     | 0     |
| C. F. Fuenlabrada · España              | Total club    | Total club    | 0     | 0     | 1                | 0                | 0                     | 0                     | 1     | 0     |
| Real Valladolid C. F. Promesas · España | 2.ª B         | 2019-20       | 4     | 1     | ―                | ―                | ―                     | ―                     | 4     | 1     |
| Real Valladolid C. F. Promesas · España | 2.ª B         | 2020-21       | 16    | 2     | ―                | ―                | ―                     | ―                     | 16    | 2     |
| Real Valladolid C. F. Promesas · España | Total club    | Total club    | 20    | 3     | 0                | 0                | 0                     | 0                     | 20    | 3     |
| Real Valladolid C. F. · España          | 1.ª           | 2020-21       | 2     | 0     | 2                | 0                | ―                     | ―                     | 4     | 0     |
| Real Valladolid C. F. · España          | Total club    | Total club    | 2     | 0     | 2                | 0                | 0                     | 0                     | 4     | 0     |
| Burgos C. F. · España                   | 2.ª           | 2021-22       | 28    | 3     | 2                | 0                | ―                     | ―                     | 30    | 3     |
| Burgos C. F. · España                   | Total club    | Total club    | 28    | 3     | 2                | 0                | 0                     | 0                     | 30    | 3     |
| Granada C. F. · España                  | 2.ª           | 2022-23       | 32    | 1     | 1                | 0                | ―                     | ―                     | 33    | 1     |
| Granada C. F. · España                  | 1.ª           | 2023-24       | 19    | 1     | 0                | 0                | —                     | —                     | 19    | 1     |
| Granada C. F. · España                  | 2.ª           | 2024-25       | 30    | 3     | 1                | 0                | ―                     | ―                     | 31    | 3     |
| Granada C. F. · España                  | Total club    | Total club    | 81    | 5     | 2                | 0                | 0                     | 0                     | 83    | 5     |
| R. C. D. Espanyol · España              | 1.ª           | 2025-26       | 0     | 0     | 0                | 0                | ―                     | ―                     | 0     | 0     |
| R. C. D. Espanyol · España              | Total club    | Total club    | 0     | 0     | 0                | 0                | 0                     | 0                     | 0     | 0     |
| Total carrera                           | Total carrera | Total carrera | 204   | 20    | 7                | 0                | 0                     | 0                     | 211   | 20    |